# Квич Микола Михайлович
Отець Мико́ла (Кви́ч) (в миру — Кви́ч Мико́ла Миха́йлович, 27 листопада 1971) — український священник, ієрей Української греко-католицької церкви (УГКЦ), головний військовий капелан Кримського Екзархату (з 13 лютого 2014), головний військовий капелан Одесько-Кримського Екзархату (до 13 лютого 2014).

## Життєпис
Перебуваючи на посаді головного військового капелана Одесько-Кримського екзархату Микола Квич брав активну участь не лише у навколоцерковному житті, а й у громадських ініціативах севастопольської організації Спілки офіцерів України, що сприяли поширенню патріотичних ідей серед молоді. Після розділення Одесько-Кримського екзархату на два окремі підрозділи, отець Микола продовжив службу Божу на посаді головного військового капелана Криму.
15 березня 2014 року під час українсько-російського конфлікту в АР Крим отця Миколу Квича було викрадено безпосередньо з церкви парафії Успіння Пресвятої Богородиці Севастополя та вивезено у невідомому напрямку. Про це повідомив заступник керівника Департаменту Патріаршої курії УГКЦ отець Любомир Яворський. Того ж дня ввечері священника відпустили «правоохоронні органи Криму». Проти нього було складено протокол про адміністративне порушення та висунуто підозру в організації провокацій. Судове засідання з розгляду справи було призначено за два тижні.

## Відзнаки та нагороди
- Відзнака Спілки офіцерів України «20 років Спілці офіцерів України»[8]